# Koroveia
Koroveia (in greco Κορόβεια?; in turco: Kuruova) è un villaggio della penisola del Karpas nel nordest dell'isola mediterranea di Cipro. Esso è appartenente de iure al distretto di Famagosta di Cipro, mentre de facto si trova nel distretto di İskele della Repubblica Turca di Cipro del Nord. Anche prima del 1974 il villaggio era abitato da turco-ciprioti. 
Il villaggio aveva una popolazione di 132 abitanti nel 2011.

## Geografia fisica
Kuruova si trova nella penisola del Karpas, sulla strada per Kaleburnu/Galinoporni. Il villaggio si trova a nord-est di Avtepe/Agios Symeon e a sud-est di Agia Triada/Sipahi.

## Origini del nome
L'origine del nome Koroveia è oscura. Nel 1959 i turco-ciprioti adottarono un nome turco alternativo, Kuruova. Kuruova significa "pianura secca" in turco.

## Società

### Evoluzione demografica
Durante il periodo ottomano (1570/71-1878), allo scopo di riscuotere le tasse furono condotti i primi censimenti della popolazione. Pertanto, furono censiti solo i capifamiglia (maschi). A Kuruova nel 1831 questi erano esattamente 65, tutti turchi.
Dopo che gli inglesi nel 1878 ebbero preso il controllo dell'isola, il loro primo censimento nel 1891 censì 136 abitanti turchi. Questo numero dieci anni dopo era salito a 273. Nei censimenti successivi, la popolazione oscillò tra 291 (1911) e 213 (1921) abitanti, raggiungendo 211 abitanti nel 1931. In quell'anno il villaggio aveva 19 greci. Mentre il loro numero scese a due nel 1946, il numero di abitanti turchi in quell'anno salì a 261, e a 280 nel 1960. Da allora, nessun greco ha più vissuto nel villaggio. 
Nel 1964, durante l'amministrazione turca di Cipro, Kuruova faceva amministrativamente parte dell'enclave di Galateia e accolse rifugiati da altri villaggi. Nessuno fuggì dal villaggio durante gli scontri intercomunitari di quegli anni. Secondo Richard Patrick, nel 1971 non c'erano rifugiati nel villaggio.
Nel 1973, c'erano 300 residenti turchi, ma nel 1978 ce n'erano solo 140. Questo decremento della popolazione è dovuto alla distanza geografica del villaggio dalle città più grandi. Molti giovani sono emigrati nelle città o all'estero. Nel 2006, vivevano nel villaggio 145 turchi, diventati 132 nel 2011.